# Kosamba
Kosamba è una suddivisione dell'India, classificata come census town, di 13.548 abitanti, situata nel distretto di Surat, nello stato federato del Gujarat. In base al numero di abitanti la città rientra nella classe IV (da 10.000 a 19.999 persone).

## Geografia fisica
La città è situata a 21° 28' 60 N e 72° 57' 0 E e ha un'altitudine di 12 m s.l.m..

## Società

### Evoluzione demografica
Al censimento del 2001 la popolazione di Kosamba assommava a 13.548 persone, delle quali 6.968 maschi e 6.580 femmine. I bambini di età inferiore o uguale ai sei anni assommavano a 1.961, dei quali 1.034 maschi e 927 femmine. Infine, coloro che erano in grado di saper almeno leggere e scrivere erano 9.117, dei quali 5.098 maschi e 4.019 femmine.